# Io in terra
| Recensione    | Giudizio |
| ------------- | -------- |
| Rockol        |          |
| The Next Tune |          |

Io in terra è il primo album in studio del rapper italiano Rkomi, pubblicato l'8 settembre 2017 dalla Universal Music Group.

## Antefatti
Il 28 aprile 2017 Rkomi, poco dopo la pubblicazione dell'EP Dasein Sollen, ha reso disponibile il singolo Solo: il brano, prodotto da Fritz da Cat e Marz, viene pubblicato dalla Universal congiuntamente a Roccia Music, etichetta discografica indipendente di Marracash. Ad esso fanno seguito Apnea, uscito il 7 giugno e permeato di sonorità nettamente più indie, e Mai più, reso disponibile il 25 agosto e che dà una netta impronta indie al rapper di Calvairate.
I tre singoli anticipano quindi l'uscita dell'album, le cui lista tracce e copertina vengono rivelate il 24 agosto 2017: il disco vede la partecipazione del sopracitato Marracash e di Noyz Narcos, oltre al batterista Alberto Paone (parte dell'entourage di Calcutta).
In più interviste, Rkomi ha sostenuto di essere stato musicalmente ispirato dagli statunitensi Chance the Rapper e Tyler, the Creator.

## Accoglienza
Io in terra ha contribuito a delineare il profilo di Rkomi come quello tra i più promettenti della nuova leva dell'hip hop italiano, ma la critica non ha recepito in maniera omogenea il prodotto del rapper milanese.
Tra chi ha apprezzato il lavoro di Rkomi, figura la webzine Rockit.it, che ha elogiato l'equilibrio trovato dal rapper milanese nella sua musicalità, maturata rispetto a Dasein Sollen. La Casa del Rap ha riconosciuto a Rkomi l'essere stato in grado di «mettere in uno stesso testo molteplici emozioni anche tra loro dissonanti».
Dagli elogi assoluti si discostano Sentireascoltare e The Next Tune: il primo, apprezzando le basi musicali anticonvenzionali (arricchite dalla tromba e dalla chitarra), ritiene che la maturità musicale di Rkomi debba ancora arrivare; il secondo, pur dando molto valore all'originalità dell'autore, definisce mal riuscite le collaborazioni di Marracash e Noyz Narcos, oltre ad alcuni tentativi di incastrare rime.

## Tracce
1. Io in terra – 2:36 (testo: Mirko Martorana – musica: Marco Zangirolami)
2. Apnea – 3:32 (testo: Mirko Martorana – musica: Carlo Luigi Coraggio)
3. Mai più – 3:43 (testo: Mirko Martorana – musica: Pablo Miguel Lombroni Capalbo, Paride Galimi, Alberto Paone)
4. Verme (feat. Noyz Narcos) – 3:32 (testo: Mirko Martorana, Emanuele Frasca – musica: Luca Pace)
5. La solitudine – 3:26 (testo: Mirko Martorana – musica: Antonio La Fata)
6. Milano Bachata (feat. Marracash) – 2:47 (testo: Mirko Martorana, Fabio Rizzo – musica: Pace)
7. Brr Brr – 3:06 (testo: Mirko Martorana – musica: Luca Pace)
8. Origami – 3:34 (testo: Mirko Martorana – musica: Pablo Miguel Lombroni Capalbo, Antonio La Fata, Paride Galimi)
9. Peaky Blinders – 2:38 (testo: Mirko Martorana – musica: Pablo Miguel Lombroni Capalbo, Antonio La Fata, Paride Galimi)
10. Farei un figlio – 3:04 (testo: Mirko Martorana – musica: Alessandro Pulga)
11. Solo – 3:39 (testo: Mirko Martorana – musica: Alessandro Civitelli, Alessandro Pulga)
12. Maddalena Corvaglia – 2:56 (testo: Mirko Martorana – musica: Luca Pace)
13. Mirko no – 3:06 (testo: Mirko Martorana – musica: Antonio La Fata)
14. 4Z – 2:22 (testo: Mirko Martorana – musica: Pablo Miguel Lombroni Capalbo, Antonio La Fata, Paride Galimi)

## Formazione
- Rkomi – voce
- Alberto Paone – batteria aggiuntiva (traccia 3)
- Noyz Narcos – voce aggiuntiva (traccia 4)
- Marracash – voce aggiuntiva (traccia 6)

## Classifiche
| Classifica (2017) | Posizione massima |
| ----------------- | ----------------- |
| Italia            | 1                 |